# Punta Palmas
Punta Palmas en el estado de Yucatán, México, es una prominencia de tierra ubicada cerca de la esquina noroeste de la península de Yucatán en el litoral del Golfo de México. La punta está enclavada en la reserva ecológica El Palmar.

## Localización
Punta Palmas se encuentra ubicada 21°03′54″N 90°17′01″O / 21.06500, -90.28361 en la porción norte del municipio de Celestún.

## Puntas
En la Península de Yucatán el término Punta se utiliza para designar las formaciones relacionadas con la configuración de la costa. Por su morfología es posible distinguir dos tipos de Puntas: los extremos del cordón litoral que señalan las entradas de mar hacia los esteros y, por otro lado, las salientes de tierra hacia el mar, sean arenosas o pétreas, y que marcan un cambio de dirección en el trazo de la línea del litoral.

## Referencia histórica
Fue Punta Palmas, al igual que la cercana Punta Arenas, una referencia marítima y cartográfica para los primeros exploradores de la Península de Yucatán en el siglo XVI.

## Lugar de pesca y cacería
En la actualidad es un lugar no habitado al que acuden cazadores y pescadores de la región, particularmente de los municipios de Celestún y Hunucmá, a realizar sus actividades, por las ventajas que les ofrece el mar y los esteros en ese punto de la costa de Yucatán para la cacería de patos y gallinolas y la captura de las especies marinas que buscan.